# Оливейра (Барселуш)
Оливейра (порт. Oliveira) — район (фрегезия) в Португалии, входит в округ Брага. Является составной частью муниципалитета Барселуш. Находится в составе крупной городской агломерации Большое Минью. По старому административному делению входил в провинцию Минью. Входит в экономико-статистический субрегион Каваду, который входит в Северный регион. Население составляет 1038 человек на 2001 год. Занимает площадь 5,46 км².
Покровителем района считается Святая Евлалия (порт. Santa Eulália).